# Oncidium cookianum
Oncidium cookianum är en orkidéart som först beskrevs av Robert Allen Rolfe, och fick sitt nu gällande namn av Mark W. Chase och Norris Hagan Williams. Oncidium cookianum ingår i släktet Oncidium och familjen orkidéer. Inga underarter finns listade i Catalogue of Life.